# William Lawrence Sebok
| 2150 Nyctimene | 13 ottobre 1977  |
| 2491 Tvashtri  | 15 febbraio 1977 |

William Lawrence Sebok (...) è un astronomo statunitense.
Laureatosi nel 1973 in fisica all'Università di Akron, ha ottenuto il dottorato in astronomia nel 1982 al California Institute of Technology. Ricercatore fino al 1986 all'Università di Princeton e fino al 1988 all'Università del Maryland, College Park, ha poi lavorato per due anni allo Space Telescope Science Institute di Baltimora. Nel 1990 è tornato all'Università del Maryland dove ha lavorato fino al 2009 quando è andato in pensione.
Il Minor Planet Center gli accredita la scoperta di due asteroidi, effettuate entrambe nel 1977.